# Hispasat
Hispasat ist eine spanische Betreibergesellschaft von Kommunikationssatelliten für Rundfunk- und Fernsehprogramme sowie Telekommunikations- und Multimediadienste. Das Unternehmen mit Sitz in Madrid wurde 1989 gegründet. 1992 erfolgte der Start des ersten Satelliten, dem Hispasat 1A. 1996 wurde das bis dahin staatliche Unternehmen privatisiert. Kapitaleigner sind gegenwärtig der Infrastrukturbetreiber Redeia (89,68 %), sowie die staatlichen Holdinggesellschaften SEPI (7,41 %) und CDTI (2,91 %). Hispasat ist nach Umsatz gemessen der weltweit siebtgrößte Satellitenbetreiber und führender Anbieter für die Ausstrahlung von Inhalten in spanischer und portugiesischer Sprache.

## Die Satellitenflotte (Auswahl)
Stand der Liste: 15. April 2023
| Satellit         | Andere Bezeichnungen                                     | Startdatum (UTC)                                         | Satellitenbus                                            | Transponder                                              | Position                                                 | Anmerkungen                                                      |
| Amazonas-Flotte: | Amazonas-Flotte:                                         | Amazonas-Flotte:                                         | Amazonas-Flotte:                                         | Amazonas-Flotte:                                         | Amazonas-Flotte:                                         | Amazonas-Flotte:                                                 |
| ---------------- | -------------------------------------------------------- | -------------------------------------------------------- | -------------------------------------------------------- | -------------------------------------------------------- | -------------------------------------------------------- | ---------------------------------------------------------------- |
| Amazonas 1       | → Siehe Hispasat 55W-1                                   | → Siehe Hispasat 55W-1                                   | → Siehe Hispasat 55W-1                                   | → Siehe Hispasat 55W-1                                   | → Siehe Hispasat 55W-1                                   | → Siehe Hispasat 55W-1                                           |
| Amazonas 2       |                                                          | 1. Oktober 2009                                          | Eurostar 3000 (EADS Astrium)                             | 54 Ku-Band, 10 C-Band                                    | 61,0° West                                               |                                                                  |
| Amazonas 3       |                                                          | 7. Februar 2013                                          | SSL-1300 (Space Systems/Loral)                           | 33 Ku-Band, 19 C-Band, 9 Ka-Band                         | 61,0° West                                               |                                                                  |
| Amazonas 4A      | → Siehe Hispasat 74W-1                                   | → Siehe Hispasat 74W-1                                   | → Siehe Hispasat 74W-1                                   | → Siehe Hispasat 74W-1                                   | → Siehe Hispasat 74W-1                                   | → Siehe Hispasat 74W-1                                           |
| Amazonas 4B      | Nach Stromversorgungsproblemen bei Amazonas 4A storniert | Nach Stromversorgungsproblemen bei Amazonas 4A storniert | Nach Stromversorgungsproblemen bei Amazonas 4A storniert | Nach Stromversorgungsproblemen bei Amazonas 4A storniert | Nach Stromversorgungsproblemen bei Amazonas 4A storniert | Nach Stromversorgungsproblemen bei Amazonas 4A storniert         |
| Amazonas 5       |                                                          | 11. September 2017                                       | SSL-1300 (Space Systems/Loral)                           | 24 Ku-Band, 34 Ka-Band                                   | 61,0° West                                               |                                                                  |
| Amazonas Nexus   | Intelsat 46                                              | 7. Februar 2023                                          | Spacebus-Neo (Thales Alenia Space)                       | Ka-Band, Ku-Band                                         | 61,0° West                                               | soll Amazonas 2 ersetzen, vermietete Funkkapazitäten an Intelsat |
| Hispasat-Flotte: |                                                          |                                                          |                                                          |                                                          |                                                          |                                                                  |
| Hispasat 1A      |                                                          | 10. September 1992                                       | Eurostar 2000 (Astrium)                                  | 12 (+ 6) Ku-Band, 3 (+ 1) X-Band                         | 30° West                                                 | seit 2003 außer Betrieb                                          |
| Hispasat 1B      |                                                          | 22. Juli 1993                                            | Eurostar 2000 (Astrium)                                  | 12 (+ 6) Ku-Band, 3 (+ 1) X-Band                         | 30° West                                                 | seit 2006 außer Betrieb                                          |
| Hispasat 30W-5   | Hispasat 1E                                              | 29. Dezember 2010                                        | SSL-1300 (Space Systems/Loral)                           | 53 Ku-Band, 1 Ka-Band                                    | 30° West                                                 |                                                                  |
| Hispasat 30W-6   | Hispasat 1F                                              | 6. März 2018                                             | SSL-1300 (Space Systems/Loral)                           | 40 Ku-Band, 6 Ka-Band, 10 C-Band                         | 30° West                                                 |                                                                  |
| Hispasat 36W-1   | Hispasat AG1                                             | 28. Januar 2017                                          | SmallGEO (OHB Systems)                                   | 24 Ku-Band, 3 Ka-Band                                    | 36° West                                                 |                                                                  |
| Hispasat 55W-1   | Amazonas 1                                               | 4. August 2004                                           | Eurostar 3000S (EADS Astrium)                            | 36 Ku-Band, 27 C-Band                                    | 55° West                                                 | seit 2017 außer Betrieb                                          |
| Hispasat 55W-2   | Intelsat 34                                              | 20. August 2015                                          | SSL-1300 (Space Systems/Loral)                           | 24 C-Band, 24 Ku-Band                                    | 55° West                                                 | gemietete Funkkapazitäten                                        |
| Hispasat 74W-1   | Amazonas 4A, Amazonas 4                                  | 22. März 2014                                            | GeoStar-2 (Orbital Sciences)                             | 24 Ku-Band                                               | 74° West                                                 |                                                                  |
| Hispasat 84W-1   | Hispasat 1C                                              | 3. Februar 2000                                          | Spacebus 3000 (Alcatel Alenia)                           | 28 Ku-Band                                               | 84° West                                                 | seit 2017 außer Betrieb                                          |
| Hispasat 136W-1  | Hispasat 1D, Hispasat 30W-4, Hispasat 143W-1             | 18. September 2002                                       | Spacebus 3000 (Alcatel Alenia)                           | 28 Ku-Band                                               | 139° West                                                | seit 2017 außer Betrieb                                          |

## Orbitalpositionen
| 61°W |

| 36°W |

| 30°W |

| 29°O |

## Empfang
Die Satelliten können in Europa, Nordafrika sowie Nord- und Südamerika empfangen werden. Die von Hispasat angebotenen Dienste richten sich vor allem an Menschen spanisch- und portugiesischsprachiger Länder.